# Everly
Everly（エバリー）は、日本の男性4人組音楽ユニット。2005年結成。東京都小金井市観光大使就任。東京オリンピック聖火式イベントにて、観光大使として演奏。

## 概要
松尾兄弟が中心となり、2005年に活動をスタート。ボーカルの松尾賛之がバイオリンプレーヤーでもあることから、クラシック楽器が絶妙に絡むハイブリッドサウンドが特徴。音の楽しみを追求し、伝え続けることをモットーとし、エンターテインメント性の高いコンサートを行っている。
小学校・幼稚園・保育園への訪問コンサートは毎年500校を超え、年間15万人以上の子どもたちに生の音楽を届けている。訪問した場合にはYouTubeに本校の校歌・園歌を演奏し、投稿している。
楽曲がテレビ番組やCM、企業等のテーマソングに起用されており、NHKや⺠放各局、新聞、ラジオへのメディアにも多く取り上げられている。2015年に、東京都小金井市観光大使として就任。東京オリンピック聖火式イベントにて、観光大使としても出演。

## メンバー
松尾賛之と松尾悟郎は実兄弟である。
| 人名                                 | プロフィール                         | 血液型 | 出身校                                        | パート              |
| ------------------------------------ | ------------------------------------ | ------ | --------------------------------------------- | ------------------- |
| 松尾 賛之 （まつお ただし）          | 1979年2月27日（46歳） 東京都小金井市 | O型    | 小金井市立小金井第二小学校 東京学芸大学音楽科 | バイオリン ボーカル |
| 松尾 悟郎 （まつお ごろう）          | 1980年11月5日（44歳） 東京都小金井市 | B型    | 小金井市立小金井第二小学校 東京学芸大学音楽科 | ピアノ 編曲 作曲    |
| 仲宗根 朝将 （なかそね ともまさ）    | 1982年8月2日（42歳） 沖縄県          | A型    | 不明                                          | ギター              |
| Funky-Yukky （ファンキー・ユッキー） | 1980年9月28日（44歳） 宮崎県         | B型    | 不明                                          | ドラム              |